# Боровики (Палкінський район)
Боровики (рос. Боровики) — присілок в Палкінському районі Псковської області Російської Федерації.
Населення становить 75 осіб. Входить до складу муніципального утворення Палкінська волость.

## Історія
Від 2015 року входить до складу муніципального утворення Палкінська волость.

## Населення
| 2001 | 2002 | 2010 | 2016 |
| ---- | ---- | ---- | ---- |
| 80   | ↘77  | ↘57  | ↗75  |